# Cymserina
Cymserina es un medicamento relacionado con la fisostigmina, que actúa como un inhibidor reversible de la colinesterasa, con una selectividad moderada (15x) para la enzima colinesterasa plasmática butirilcolinesterasa y la inhibición relativamente más débil de los más conocidos enzimas de la acetilcolinesterasa. Esto le da un perfil mucho más específico de efectos que pueden ser útiles para el tratamiento de la enfermedad de Alzheimer sin producir efectos secundarios como temblor, lagrimeo y la salivación que se observan con los inhibidores de la colinesterasa no selectivos mayores utilizados actualmente para esta aplicación, tales como donepezil. Un número de derivados de cymserina se han desarrollado con mucha mayor selectividad para la butirilcolinesterasa, y ambos cimserina y varios de sus análogos se han probado en animales, y se encontró que aumenta los efectos cerebrales de acetilcolina y produce niveles nootrópicos, así como reduce los niveles de precursor de la proteína amiloide y beta amiloide , que se utilizan comúnmente como biomarcadores para el desarrollo de la enfermedad de Alzheimer.

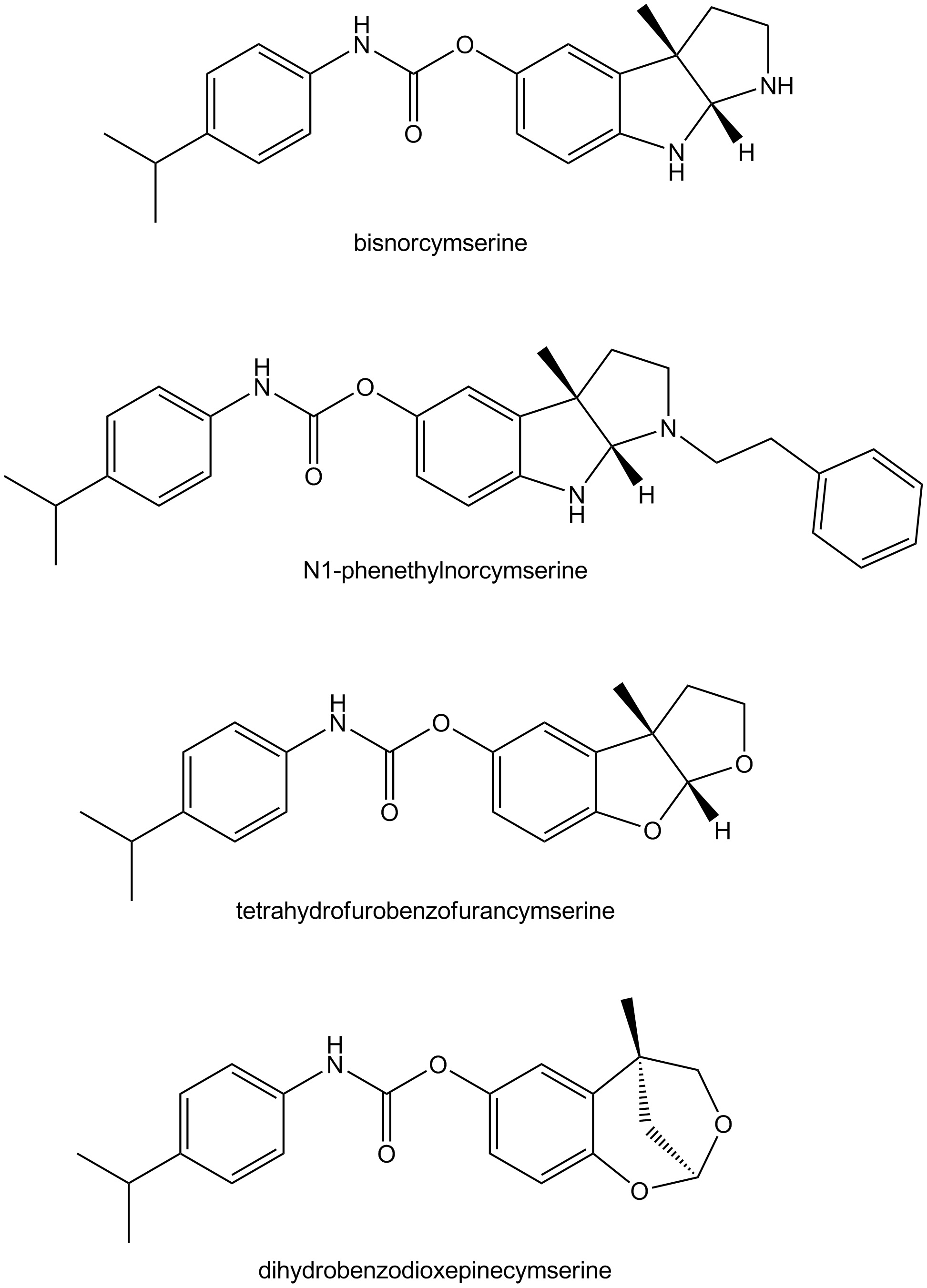
Derivados de cymserina